# Liste der Stolpersteine in Schiedam

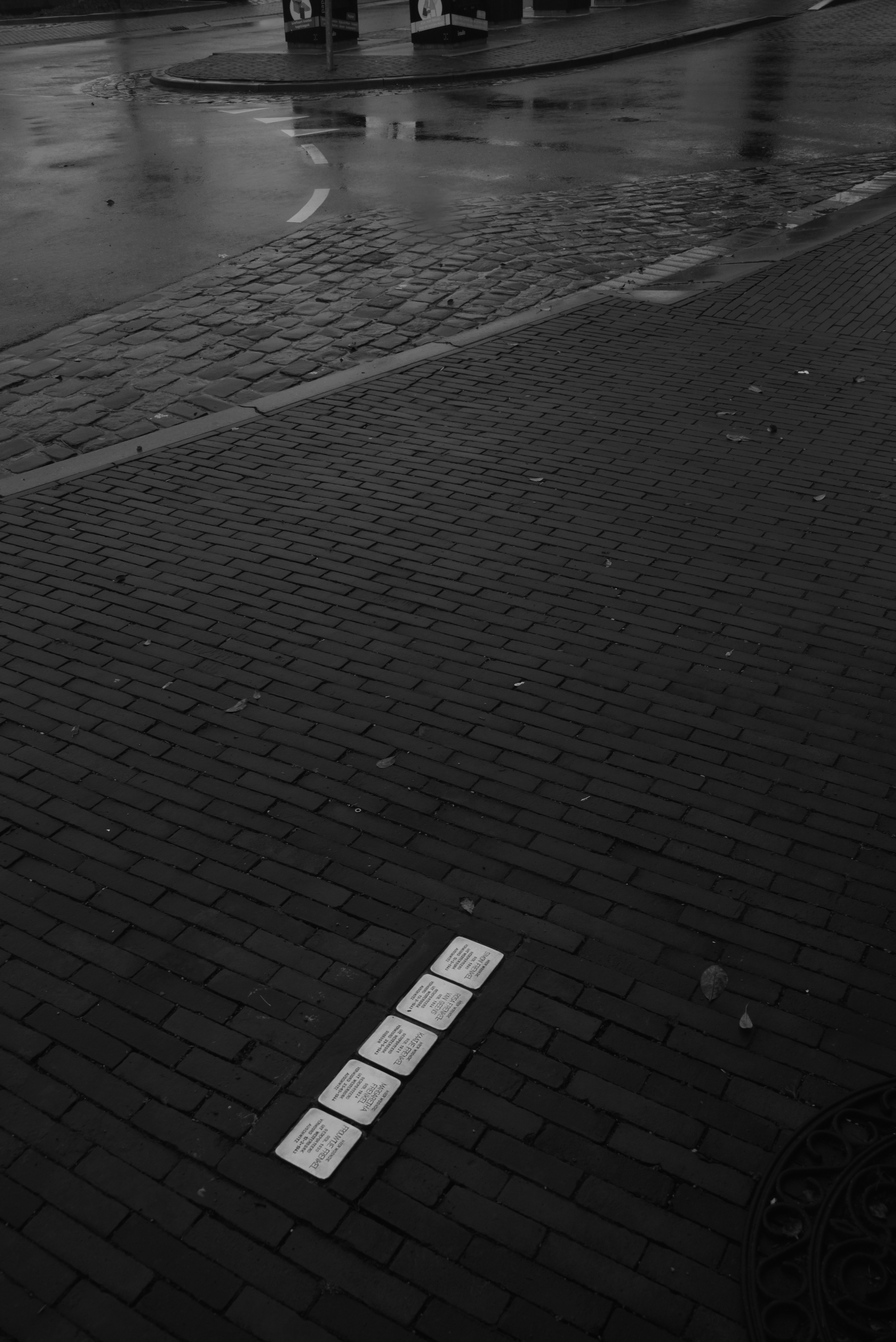
Stolpersteine in Schiedam

Die Liste der Stolpersteine in Schiedam umfasst die Stolpersteine, die vom deutschen Künstler Gunter Demnig in Schiedam verlegt wurden, einer Gemeinde in der niederländischen Provinz Zuid-Holland. Stolpersteine sind Opfern des Nationalsozialismus gewidmet, all jenen, die vom NS-Regime deportiert, ermordet, in die Emigration oder in den Suizid getrieben wurden. Demnig verlegt für jedes Opfer einen eigenen Stein, im Regelfall vor dem letzten selbst gewählten Wohnsitz.
Die ersten Verlegungen in der Gemeinde Schiedam fanden am 11. Februar 2014 statt.

## Verlegte Stolpersteine
In Schiedam wurden bislang 146 Stolpersteine an 52 Adressen verlegt.
| Stolperstein | Übersetzung | Verlegort                          | Name, Leben                                    |
| ------------ | --- | ---------------------------------- | ---------------------------------------------- |
|              | HIER WOHNTE ABRAHAM AMSTER GEB. 1929 DEPORTIERT AUS WESTERBORK ERMORDET 7-12-1942 AUSCHWITZ                                                    | Professor Kamerlingh Onneslaan 99a | Abraham Amster (1929–1942)                     |
|              | HIER WOHNTE FEMMIE AMSTER GEB. 1926 DEPORTIERT AUS WESTERBORK ERMORDET 7-12-1942 AUSCHWITZ                                                     | Professor Kamerlingh Onneslaan 99a | Femmie Amster (1926–1942)                      |
|              | HIER WOHNTE LEO AMSTER GEB. 1927 DEPORTIERT AUS WESTERBORK ERMORDET 28-2-1943 AUSCHWITZ                                                        | Professor Kamerlingh Onneslaan 99a | Leo Amster (1927–1943)                         |
|              | HIER WOHNTE MARCUS AMSTER GEB. 1893 DEPORTIERT AUS WESTERBORK ERMORDET 28-2-1943 AUSCHWITZ                                                     | Professor Kamerlingh Onneslaan 99a | Marcus Amster (1893–1943)                      |
|              | HIER WOHNTE ESTER AMSTER-MOSES GEB. 1905 DEPORTIERT AUS WESTERBORK ERMORDET 7-12-1942 AUSCHWITZ                                                | Professor Kamerlingh Onneslaan 99a | Ester Amster-Moses (1905–1942)                 |
|              | HIER WOHNTE JACOB VAN ARENT GEB. 1928 DEPORTIERT AUS WESTERBORK ERMORDET 13-3-1943 SOBIBOR                                                     | Rhoonsestraat 26b                  | Jacob van Arent (1928–1943)                    |
|              | HIER WOHNTE JOSEPH VAN ARENT GEB. 1930 DEPORTIERT AUS WESTERBORK ERMORDET 13-3-1943 SOBIBOR                                                    | Rhoonsestraat 26b                  | Joseph van Arent (1930–1943)                   |
|              | HIER WOHNTE MOZES VAN ARENT GEB. 1923 DEPORTIERT AUS WESTERBORK ERMORDET 30-9-1942 AUSCHWITZ                                                   | Rhoonsestraat 26b                  | Mozes van Arent (1923–1942)                    |
|              | HIER WOHNTE RACHEL VAN ARENT GEB. 1925 DEPORTIERT AUS WESTERBORK ERMORDET 30-9-1942 AUSCHWITZ                                                  | Rhoonsestraat 26b                  | Rachel van Arent (1925–1942)                   |
|              | HIER WOHNTE SALOMON VAN ARENT GEB. 1884 DEPORTIERT AUS WESTERBORK ERMORDET 26-10-1942 AUSCHWITZ                                                | Rhoonsestraat 26b                  | Salomon van Arent (1884–1942)                  |
|              | HIER WOHNTE ISAAC VAN BAALE GEB. 1886 DEPORTIERT AUS WESTERBORK ERMORDET 14-1-1943 AUSCHWITZ                                                   | Galileistraat 56a                  | Isaac van Baale (1886–1943)                    |
|              | HIER WOHNTE MEIJER VAN BAALE GEB. 1917 DEPORTIERT AUS WESTERBORK ERMORDET 28-2-1943 AUSCHWITZ                                                  | Galileistraat 56a                  | Meijer van Baale (1917–1943)                   |
|              | HIER WOHNTE SAMUEL VAN BAALE GEB. 1912 DEPORTIERT AUS WESTERBORK ERMORDET 30-9-1942 AUSCHWITZ                                                  | Galileistraat 56a                  | Samuel van Baale (1912–1942)                   |
|              | HIER WOHNTE SIENTJE VAN BAALE GEB. 1921 DEPORTIERT AUS WESTERBORK ERMORDET 11-12-1942 AUSCHWITZ                                                | Galileistraat 56a                  | Sientje van Baale (1921–1942)                  |
|              | HIER WOHNTE JOHANNA VAN BAALE-MEIJER GEB. 1885 DEPORTIERT AUS WESTERBORK ERMORDET 11-12-1942 AUSCHWITZ                                         | Galileistraat 56a                  | Johanna van Baale-Meijer (1885–1942)           |
|              | HIER WOHNTE FROUKJE BILDERBEEK GEB. 1885 DEPORTIERT AUS WESTERBORK ERMORDET 11-12-1942 AUSCHWITZ                                               | Rotterdamschedijk 35a              | Froukje Bilderbeekr (1885–1942)                |
|              | HIER WOHNTE ISACK BILDERBEEK GEB. 1929 DEPORTIERT AUS WESTERBORK ERMORDET 19-10-1942 AUSCHWITZ                                                 | Rotterdamschedijk 35a              | Isack Bilderbeekr (1929–1942)                  |
|              | HIER WOHNTE LEVIE BILDERBEEK GEB. 1894 DEPORTIERT AUS WESTERBORK ERMORDET 31-3-1944 MIDDEN EUROPA                                              | Rotterdamschedijk 35a              | Levie Bilderbeekr (1894–1944)                  |
|              | HIER WOHNTE SALOMON BILDERBEEK GEB. 1924 DEPORTIERT AUS WESTERBORK ERMORDET 30-4-1943 AUSCHWITZ                                                | Rotterdamschedijk 35a              | Salomon Bilderbeekr (1924–1943)                |
|              | HIER WOHNTE SARA ELISABET BILDERBEEK- TEN BRINK GEB. 1898 DEPORTIERT AUS WESTERBORK ERMORDET 19-10-1942 AUSCHWITZ                              | Rotterdamschedijk 35a              | Sara Elisabet Bilderbeek-ten Brink (1898–1942) |
|              | HIER WOHNTE ABRAHAM BOBBE GEB. 1904 DEPORTIERT AUS DEM GEFÄNGNIS SCHEVENINGEN ERMORDET 20-6-1942 MAUTHAUSEN                                    | Rotterdamsedijk 268b II            | Abraham Bobbe (1904–1942)                      |
|              | HIER WOHNTE BENJAMIN BOUMAN GEB. 1899 DEPORTIERT ERMORDET 15-5-1944 BIRKENAU                                                                   | Hoogstraat 109                     | Benjamin Bouman (1899–1944)                    |
|              | HIER WOHNTE ARON BROMET GEB. 1912 DEPORTIERT AUS WESTERBORK ERMORDET 29-2-1944 MIDDEN EUROPA                                                   | Singel 206a                        | Aron Bromet (1912–1944)                        |
|              | HIER WOHNTE DAVID BROMET GEB. 1885 DEPORTIERT AUS WESTERBORK ERMORDET 26-10-1942 AUSCHWITZ                                                     | Singel 206a                        | David Bromet (1885–1942)                       |
|              | HIER WOHNTE SAARTJE BROMET GEB. 1942 DEPORTIERT AUS WESTERBORK ERMORDET 26-10-1942 AUSCHWITZ                                                   | Singel 206a                        | Saartje Bromet (1942–1942)                     |
|              | HIER WOHNTE NAATJE BROMET- BARMHARTIGHEID GEB. 1886 DEPORTIERT AUS WESTERBORK ERMORDET 26-10-1942 AUSCHWITZ                                    | Singel 206a                        | Naatje Bromet-Barmhartigheid (1886–1942)       |
|              | HIER WOHNTE ROZA BROMET-EMMERIK GEB. 1914 DEPORTIERT AUS WESTERBORK ERMORDET 26-10-1942 AUSCHWITZ                                              | Singel 206a                        | Roza Bromet-Emmerik (1914–1942)                |
|              | HIER WOHNTE MOZES BRÜCKER GEB. 1885 DEPORTIERT AUS WESTERBORK ERMORDET 6-3-1944 AUSCHWITZ                                                      | Plein Eendragt 27a                 | Mozes Brücker (1892–1944)                      |
|              | HIER WOHNTE ROSSETTA BRÜCKER-EIJL GEB. 1896 DEPORTIERT AUS WESTERBORK ERMORDET 6-3-1944 AUSCHWITZ                                              | Plein Eendragt 27a                 | Rossetta Brücker-Eijl (1896–1944)              |
|              | HIER WOHNTE ARY FRANCISCUS BUBBERMAN GEB. 1924 WIDERSTANDSKÄMPFER VERHAFTET 14-1-1945 DEPORTIERT AUS AMERSFOORT ERMORDET APRIL 1942 NEUENGAMME | François Haverschmidtlaan 58       | Ary Franciscus Bubberman (1924–1945)           |
|              | HIER WOHNTE CORNELIS BUBBERMAN GEB. 1888 WIDERSTANDSKÄMPFER VERHAFTET 14-1-1945 DEPORTIERT AUS AMERSFOORT ERMORDET 18-2-1945 NEUENGAMME        | François Haverschmidtlaan 58       | Cornelis Bubberman (1888–1945)                 |
|              | HIER WOHNTE SAMUEL ABRAHAM CAMPIGNON GEB. 1881 DEPORTIERT AUS WESTERBORK ERMORDET 26-10-1942 AUSCHWITZ                                         | Singel 234a                        | Samuel Abraham Campignon (1881–1942)           |
|              | HIER WOHNTE HANNA CAMPIGNON-MEIJER GEB. 1884 DEPORTIERT AUS WESTERBORK ERMORDET 26-10-1942 AUSCHWITZ                                           | Singel 234a                        | Hanna Campignon-Meijer (1884–1942)             |
|              | HIER WOHNTE ISRAËL CHOTTEL GEB. 1888 DEPORTIERT ERMORDET 22-10-1943 AUSCHWITZ                                                                  | Hoogstraat 53                      | Israël Chottel (1888–1943)                     |
|              | HIER WOHNTE JACQUES CHOTTEL GEB. 1915 DEPORTIERT ERMORDET 31-3-1944 UNBEKANNTEN ORTS                                                           | Hoogstraat 53                      | Jacques Chottel (1915–1944)                    |
|              | HIER WOHNTE JOSEPH CHOTTEL GEB. 1920 DEPORTIERT ERMORDET 31-3-1944 UNBEKANNTEN ORTS                                                            | Hoogstraat 53                      | Joseph Chottel (1920–1944)                     |
|              | HIER WOHNTE IZAAC VAN DAM GEB. 1869 DEPORTIERT AUS WESTERBORK ERMORDET 26-10-1942 AUSCHWITZ                                                    | Rubensplein 9a                     | Izaac van Dam (1920–1944)                      |
|              | HIER WOHNTE DEBORA VAN DAM- DAVIDSON GEB. 1878 DEPORTIERT AUS WESTERBORK ERMORDET 26-10-1942 AUSCHWITZ                                         | Rubensplein 9a                     | Debora van Dam-Davidson (1878–1942)            |
|              | HIER WOHNTE DAVID DASBERG GEB. 1896 DEPORTIERT ERMORDET 30-9-1942 AUSCHWITZ                                                                    | Broersveld 125b                    | David Dasberg (1896–1942)                      |
|              | HIER WOHNTE ELIAZAR DASBERG GEB. 1926 DEPORTIERT ERMORDET 30-9-1942 AUSCHWITZ                                                                  | Broersveld 125b                    | Eliazar Dasberg (1926–1942)                    |
|              | HIER WOHNTE HELENA EVA DASBERG GEB. 1927 DEPORTIERT ERMORDET 19-8-1942 AUSCHWITZ                                                               | Broersveld 125b                    | Helena Eva Dasberg (1927–1942)                 |
|              | HIER WOHNTE LEVI SALOMON DASBERG GEB. 1923 DEPORTIERT ERMORDET 20-9-1942 AUSCHWITZ                                                             | Broersveld 125b                    | Levi Salomon Dasberg (1923–1942)               |
|              | HIER WOHNTE SOPHIA DASBERG GEB. 1924 DEPORTIERT ERMORDET 30-9-1942 AUSCHWITZ                                                                   | Broersveld 125b                    | Sophia Dasberg (1924–1942)                     |
|              | HIER WOHNTE MARIE HELENA DASBERG-BERLIJN GEB. 1900 DEPORTIERT ERMORDET 30-9-1942 AUSCHWITZ                                                     | Broersveld 125b                    | Marie Helena Dasberg-Berlijn (1900–1942)       |
|              | HIER WOHNTE RECHEL DAVIDS-DE HES GEB. 1878 DEPORTIERT AUS WESTERBORK ERMORDET 21-5-1943 SOBIBOR                                                | Broersvest 2 I                     | Rechel Davids-de Hes (1878–1943)               |
|              | HIER WOHNTE MOZES DAVIDSON GEB. 1883 DEPORTIERT AUS WESTERBORK ERMORDET 26-10-1942 SOBIBOR                                                     | Rubensplein 9a                     | Mozes Davidson (1883–1942)                     |
|              | HIER WOHNTE ROZETTA DAVIDSON-KATS GEB. 1872 DEPORTIERT AUS WESTERBORK ERMORDET 26-10-1942 SOBIBOR                                              | Rubensplein 9a                     | Rozetta Davidson-Kats (1872–1942)              |
|              | HIER WOHNTE EVA VAN DIJK GEB. 1867 DEPORTIERT ERMORDET 21-4-1945 FINSTERWALDE                                                                  | Broersvest 10d                     | Eva van Dijk (1867–1945)                       |
|              | HIER WOHNTE KOOSJE VAN DIJK GEB. 1885 DEPORTIERT ERMORDET 23-4-1945 TRÖBITZ                                                                    | Broersvest 10d                     | Koosje van Dijk (1885–1945)                    |
|              | HIER WOHNTE MARGARETHA FIERLIER GEB. 1904 DEPORTIERT ERMORDET 30-9-1942 AUSCHWITZ                                                              | Buijs Ballotsingel 69a             | Margaretha Fierlier (1903–1945)                |
|              | HIER WOHNTE ALEXANDER MAURITS FRANK GEB. 1921 DEPORTIERT AUS WESTERBORK ERMORDET 31.3.1943 SEIBERSDORF                                         | Boerhaavelaan 96b I                | Alexander Maurits Frank (1921–1943)            |
|              | HIER WOHNTE DAVID FRANK GEB. 1930 DEPORTIERT AUS WESTERBORK UMGEKOMMEN 9-5-1945 MIDDEN-EUROPA                                                  | Maasstraat 14                      | David Frank (1903–1945)                        |
|              | HIER WOHNTE EDUARD FRANK GEB. 1931 DEPORTIERT AUS WESTERBORK ERMORDET 3.9.1942 AUSCHWITZ                                                       | Boerhaavelaan 96b I                | Eduard Frank (1931–1942)                       |
|              | HIER WOHNTE ELKAN FRANK GEB. 1891 DEPORTIERT AUS WESTERBORK ERMORDET 31.3.1943 SEIBERSDORF                                                     | Boerhaavelaan 96b I                | Elkan Frank (1931–1942)                        |
|              | HIER WOHNTE JONAS FRANK GEB. 1924 DEPORTIERT AUS WESTERBORK ERMORDET 31.3.1943 SEIBERSDORF                                                     | Boerhaavelaan 96b I                | Jonas Frank (1931–1942)                        |
|              | HIER WOHNTE MAURITS ALEXANDER FRANK GEB. 1923 DEPORTIERT AUS WESTERBORK ERMORDET 31.3.1943 SEIBERSDORF                                         | Boerhaavelaan 96b I                | Maurits Alexander Frank (1923–1943)            |
|              | HIER WOHNTE MARIANNA FRANK-CATS GEB. 1897 DEPORTIERT AUS WESTERBORK ERMORDET 3.9.1942 AUSCHWITZ                                                | Boerhaavelaan 96b I                | Marianna Frank-Cats (1897–1942)                |
|              | HIER WOHNTE FROUWTJE FRENKEL GEB. 1930 DEPORTIERT AUS WESTERBORK ERMORDET 12-2-1943 AUSCHWITZ                                                  | Hoofdstraat 177                    | Frouwtje Frenkel (1930–1943)                   |
|              | HIER WOHNTE KAATJE FRENKEL GEB. 1921 DEPORTIERT AUS WESTERBORK ERMORDET 21-5-1943 SOBIBOR                                                      | Hoofdstraat 177                    | Frouwtje Frenkel (1921–1943)                   |
|              | HIER WOHNTE MARGARETHA FRENKEL GEB. 1924 DEPORTIERT AUS WESTERBORK ERMORDET 25-10-1944 AUSCHWITZ                                               | Hoofdstraat 177                    | Margaretha Frenkel (1924–1944)                 |
|              | HIER WOHNTE SIMON FRENKEL GEB. 1890 DEPORTIERT AUS WESTERBORK ERMORDET 12-2-1943 AUSCHWITZ                                                     | Hoofdstraat 177                    | Simon Frenkel (1890–1943)                      |
|              | HIER WOHNTE ROSA FRENKEL- VAN GEENS GEB. 1894 DEPORTIERT AUS WESTERBORK ERMORDET 12-2-1943 AUSCHWITZ                                           | Hoofdstraat 177                    | Rosa Frenkel-Van Geens (1894–1943)             |
|              | HIER WOHNTE ABRAHAM VAN GELDEREN GEB. 1898 DEPORTIERT AUS WESTERBORK ERMORDET 28-2-1943 AUSCHWITZ                                              | Willem Brouwerstraat 2a            | Abraham van Gelderen (1898–1943)               |
|              | HIER WOHNTE SAMUEL GROEN GEB. 1902 DEPORTIERT AUS WESTERBORK ERMORDET 31-3-1944 POLEN                                                          | Rotterdamschedijk 266c II          | Samuel Groen (1902–1944)                       |
|              | HIER WOHNTE SARA GROEN-CAUVEREN GEB. 1891 DEPORTIERT AUS WESTERBORK ERMORDET 22-10-1943 AUSCHWITZ                                              | Rotterdamschedijk 266c II          | Sara Groen-Cauveren (1902–1944)                |
|              | HIER WOHNTE MARY GOUBITZ GEB. 1928 DEPORTIERT AUS WESTERBORK ERMORDET 30-9-1944 MIDDEN-EUROPA                                                  | Rembrandtlaan 83b                  | Izaak Goubitz (1895–1944)                      |
|              | HIER WOHNTE MARY GOUBITZ GEB. 1928 DEPORTIERT AUS WESTERBORK ERMORDET 30-9-1944 MIDDEN-EUROPA                                                  | Rembrandtlaan 83b                  | Mary Goubitz (1928–1944)                       |
|              | HIER WOHNTE LEA GOUBITZ- WITMOND GEB. 1898 DEPORTIERT AUS WESTERBORK ERMORDET 22-5-1944 AUSCHWITZ                                              | Rembrandtlaan 83b                  | Lea Goubitz-Witmond (1898–1944)                |
|              | HIER WOHNTE EMILE DE GROOT GEB. 1885 DEPORTIERT AUS WESTERBORK ERMORDET 27-8-1943 AUSCHWITZ                                                    | Lange Nieuwstraat 49a              | Emile de Groot (1885–1943)                     |
|              | HIER WOHNTE GABRIEL EMILE DE GROOT GEB. 1914 DEPORTIERT AUS WESTERBORK ERMORDET 31-8-1944 MIDDEN-EUROPA                                        | Lange Nieuwstraat 49a              | Gabriel Emile de Groot (1914–1944)             |
|              | HIER WOHNTE SARA DE GROOT-CATS GEB. 1890 DEPORTIERT AUS WESTERBORK ERMORDET 27-8-1943 AUSCHWITZ                                                | Lange Nieuwstraat 49a              | Sara de Groot-Cats (1914–1944)                 |
|              | HIER WOHNTE SARA DE GROOT-CATS GEB. 1890 DEPORTIERT AUS WESTERBORK ERMORDET 27-8-1943 AUSCHWITZ                                                | Lange Nieuwstraat 49a              | Sara de Groot-Cats (1914–1944)                 |
|              | HIER WOHNTE BENEDICTUS MEIJARD HART GEB. 1921 DEPORTIERT AUS WESTERBORK ERMORDET 10-12-1942 MAUTHAUSEN                                         | Van Ostadelaan 41b                 | Benedictus Meijard Hart (1921–1942)            |
|              | HIER WOHNTE ANNA HARTOG GEB. 1871 DEPORTIERT AUS WESTERBORK ERMORDET 26-10-1943 AUSCHWITZ                                                      | Burgemeester Knappertlaan 253a     | Anna Hartog (1871–1942)                        |
|              | HIER WOHNTE LEON HEIJEMANS GEB. 1913 DEPORTIERT ERMORDET 2-4-1943 SOBIBOR                                                                      | Passage 8                          | Leon Heijermans (1913–1943)                    |
|              | HIER WOHNTE MICHIEL HIJMANS GEB. 1876 DEPORTIERT ERMORDET 19-10-1942 AUSCHWITZ                                                                 | Hoogstraat 15                      | Michiel Hijmans (1876–1942)                    |
|              | HIER WOHNTE MICHIEL HIJMANS GEB. 1942 DEPORTIERT AUS WESTERBORK ERMORDET 22-10-1943 AUSCHWITZ                                                  | Rotterdamschedijk 208a             | Michiel Hijmans (1942–1943)                    |
|              | HIER WOHNTE SAMUEL HIJMANS GEB. 1906 DEPORTIERT AUS WESTERBORK ERMORDET 31-3-1944                                                              | Rotterdamschedijk 208a             | Samuel Hijmans (1906–1944)                     |
|              | HIER WOHNTE ANNIE HIJMANS- VAN PRAAGH GEB. 1906 DEPORTIERT AUS WESTERBORK ERMORDET 22-10-1943 AUSCHWITZ                                        | Rotterdamschedijk 208a             | Annie Hijmans-van Praagh (1906–1943)           |
|              | HIER WOHNTE MARIANNE HIJMANS-SANDERS GEB. 1883 DEPORTIERT AUS WESTERBORK ERMORDET 19-10-1942 AUSCHWITZ                                         | Hoogstraat 15                      | Marianne Hijmans-Sanders (1883–1942)           |
|              | HIER WOHNTE WILHELMINA FREDERIKA HIJMANS-STIBBE GEB. 1868 DEPORTIERT AUS WESTERBORK ERMORDET 6-9-1944 POLEN                                    | Tuinlaan 108                       | Wilhelmina Frederika Hijman-Stibb (1868–1944)  |
|              | HIER WOHNTE IZAK DE JONG GEB. 1866 DEPORTIERT AUS WESTERBORK ERMORDET 7-12-1942 AUSCHWITZ                                                      | Dwarsstraat 2                      | Izak de Jong (1866–1942)                       |
|              | HIER WOHNTE JONAS DE JONG GEB. 1897 DEPORTIERT AUS WESTERBORK ERMORDET 11-12-1942 AUSCHWITZ                                                    | Dwarsstraat 2                      | Jonas de Jong (1897–1942)                      |
|              | HIER WOHNTE SARA DE JONG- PENHA GEB. 1897 DEPORTIERT AUS WESTERBORK ERMORDET 11-12-1942 AUSCHWITZ                                              | Boerhaavelaan 54 b – II            | Sara de Jong-Penha (1897–1942)                 |
|              | HIER WOHNTE JACOB KATAN GEB. 1919 DEPORTIERT AUS WESTERBORK ERMORDET 28-2-1943 AUSCHWITZ                                                       | Lange Haven 106                    | Jacob Katan (1919–1943)                        |
|              | HIER WOHNTE JULIUS MAURITS KATAN GEB. 1921 DEPORTIERT AUS WESTERBORK ERMORDET 28-2-1943 AUSCHWITZ                                              | Lange Haven 106                    | Julius Maurits Katan (1921–1943)               |
|              | HIER WOHNTE LEVIE KATAN GEB. 1884 DEPORTIERT AUS WESTERBORK ERMORDET 19-10-1942 AUSCHWITZ                                                      | Lange Haven 106                    | Levie Katan (1884–1942)                        |
|              | HIER WOHNTE HENDRIKA KATAN-DE LEEUW GEB. 1889 DEPORTIERT AUS WESTERBORK ERMORDET 28-2-1943 AUSCHWITZ                                           | Lange Haven 106                    | Hendrika Katan-de Leeuw (1889–1943)            |
|              | HIER WOHNTE BENJAMIN VAN KLAVEREN GEB. 1890 DEPORTIERT AUS WESTERBORK ERMORDET 5-11-1942 AUSCHWITZ                                             | Rotterdamschedijk 258b             | Benjamin van Klaveren (1890–1942)              |
|              | HIER WOHNTE BETTY JACOBA VAN KLAVEREN GEB. 1925 DEPORTIERT AUS WESTERBORK ERMORDET 4-6-1943 SOBIBOR                                            | Rotterdamschedijk 258b             | Betty Jacoba van Klaveren (1925–1943)          |
|              | HIER WOHNTE FLORA VAN KLAVEREN- DE ZOETE GEB. 1886 DEPORTIERT AUS WESTERBORK ERMORDET 5-11-1942 AUSCHWITZ                                      | Rotterdamschedijk 258b             | Flora van Klaveren-de Zoete (1886–1942)        |
|              | HIER WOHNTE MEIJER VAN KLOETEN GEB. 1909 DEPORTIERT AUS WESTERBORK ERMORDET 30-4-1943 AUSCHWITZ                                                | Newtonplein 9a                     | Meijer van Kloeten (1909–1943)                 |
|              | HIER WOHNTE YVONNE VAN KLOETEN GEB. 1939 DEPORTIERT AUS WESTERBORK ERMORDET 19-2-1943 AUSCHWITZ                                                | Newtonplein 9a                     | Yvonne van Kloeten (1939–1943)                 |
|              | HIER WOHNTE URSULA VAN KLOETEN- ISRAELOWICZ GEB. 1920 DEPORTIERT AUS WESTERBORK ERMORDET 19-2-1943 AUSCHWITZ                                   | Newtonplein 9a                     | Ursula van Kloeten-Israelowicz (1909–1943)     |
|              | HIER WOHNTE MAX KOETSER GEB. 1904 DEPORTIERT AUS WESTERBORK ERMORDET 30-4-1943 AUSCHWITZ                                                       | Hoogstraat 28                      | Max Koetser (1904–1943)                        |
|              | HIER WOHNTE FERDINAND KOETSER-BOSMAN GEB. 1933 DEPORTIERT AUS WESTERBORK ERMORDET 19-2-1943 AUSCHWITZ                                          | Hoogstraat 28                      | Ferdinand Koetser-Bosman (1933–1943)           |
|              | HIER WOHNTE MATHILDE KOETSER-BOSMAN GEB. 1905 DEPORTIERT AUS WESTERBORK ERMORDET 19-2-1943 AUSCHWITZ                                           | Hoogstraat 28                      | Mathilde Koetser-Bosman (1905–1943)            |
|              | HIER WOHNTE BRUNO PAUL KUNKE GENANNT BALL GEB. 1923 DEPORTIERT AUS WESTERBORK ERMORDET 16-7-1943 SOBIBOR                                       | Vlaardingerdijk 137b               | Bruno Paul Kunke (1923–1943)                   |
|              | HIER WOHNTE EMILE DAVID KUNKE GENANNT BALL GEB. 1927 DEPORTIERT AUS WESTERBORK ERMORDET 16-7-1943 SOBIBOR                                      | Vlaardingerdijk 137b               | Emile David Kunke (1927–1943)                  |
|              | HIER WOHNTE ISRAËL CHAIM KUNKE GENANNT BALL GEB. 1899 DEPORTIERT AUS WESTERBORK ERMORDET 16-7-1943 SOBIBOR                                     | Vlaardingerdijk 137b               | Israël Chaim Kunke (1899–1943)                 |
|              | HIER WOHNTE MINKE KUNKE GENANNT BALL-DE JONG GEB. 1894 DEPORTIERT AUS WESTERBORK ERMORDET 16-7-1943 SOBIBOR                                    | Vlaardingerdijk 137b               | Minke Kunke (1894–1943)                        |
|              | HIER WOHNTE NORBERT MARIUS KUNKE GENANNT BALL GEB. 1925 DEPORTIERT AUS WESTERBORK ERMORDET 16-7-1943 SOBIBOR                                   | Vlaardingerdijk 137b               | Norbert Marius Kunke (1925–1943)               |
|              | HIER WOHNTE SALOMON KUNKE GENANNT BALL GEB. 1930 DEPORTIERT AUS WESTERBORK ERMORDET 16-7-1943 SOBIBOR                                          | Vlaardingerdijk 137b               | Salomon Kunke (1930–1943)                      |
|              | HIER WOHNTE RUTH LANDAU GEB. 1931 INTERNIERT WESTERBORK UMGEKOMMEN 11-1-1943 AUSCHWITZ                                                         | Hoogstraat 151c                    | Ruth Landau (1931–1943)                        |
|              | HIER WOHNTE HEIMAN HERMAN DE LEEUW GEB. 1914 DEPORTIERT AUS WESTERBORK ERMORDET 19-1-1945 NATZWEILER                                           | Van Ostadelaan 3                   | Heiman Herman de Leeuw (1914–1945)             |
|              | HIER WOHNTE MAURITS JACOB DE LEEUW GEB. 1916 DEPORTIERT AUS WESTERBORK ERMORDET 30-9-1942 AUSCHWITZ                                            | Newtonplein 18b                    | Maurits Jacob de Leeuw (1916–1942)             |
|              | HIER WOHNTE ROSA DE LEEUW GEB. 1909 DEPORTIERT AUS WESTERBORK ERMORDET 22-10-1943 AUSCHWITZ                                                    | Newtonplein 18b                    | Rosa de Leeuw (1909–1943)                      |
|              | HIER WOHNTE GRITJE LIPSCHITS GEB. 1941 DEPORTIERT AUS WESTERBORK ERMORDET 7.12.1942 AUSCHWITZ                                                  | Stationstraat 35a                  | Gritje Lipschits (1941–1942)                   |
|              | HIER WOHNTE LEVI MEIJER LIPSCHITS GEB. 1916 DEPORTIERT AUS WESTERBORK ERMORDET 28.2.1943 AUSCHWITZ                                             | Stationstraat 35a                  | Levi Meijer Lipschits (1916–1943)              |
|              | HIER WOHNTE MARTHA LIPSCHITS-SWAALEP GEB. 1918 DEPORTIERT AUS WESTERBORK ERMORDET 7.12.1942 AUSCHWITZ                                          | Stationstraat 35a                  | Martha Lipschits-Swaalep (1918–1942)           |
|              | HIER WOHNTE JENNY BEATRICE VAN LISSA GEB. 1909 DEPORTIERT AUS WESTERBORK ERMORDET 4-6-1943 SOBIBOR                                             | Rembrandtlaan 5b                   | Jenny Beatrice van Lissa (1909–1943)           |
|              | HIER WOHNTE MARTINUS MESRITZ GEB. 1921 DEPORTIERT AUS WESTERBORK ERMORDET 30-4-1943 SOBIBOR                                                    | Lange Singelstraat 107a II         | Martinus Mesritz (1921–1943)                   |
|              | HIER WOHNTE JACOB VAN MOPPES GEB. 1896 DEPORTIERT AUS WESTERBORK ERMORDET 3-3-1944 AUSCHWITZ                                                   | Archimedesstraat 6b                | Jacob van Moppes (1896–1944)                   |
|              | HIER WOHNTE EMANUEL NAARDEN GEB. 1881 DEPORTIERT ERMORDET 3-9-1943 AUSCHWITZ                                                                   | Hoogstraat 151c                    | Emanuel Naarden (1881–1943)                    |
|              | HIER WOHNTE JACOMIJN NAARDEN-FRANKFORT GEB. 1880 DEPORTIERT ERMORDET 3-9-1943 AUSCHWITZ                                                        | Hoogstraat 151c                    | Jacomijn Naarden-Frankfort (1880–1943)         |
|              | HIER WOHNTE JACOB PILLER GEB. 1890 DEPORTIERT ERMORDET 6-3-1944 AUSCHWITZ                                                                      | Broersveld 127d                    | Jacob Piller (1890–1944)                       |
|              | HIER WOHNTE ALBERT HARTOG POLAK GEB. 1886 DEPORTIERT AUS WESTERBORK ERMORDET 6-3-1944 AUSCHWITZ                                                | Rembrandtlaan 33b                  | Albert Hartog Polak (1886–1944)                |
|              | HIER WOHNTE ARIJ POST GEB. 1900 VERHAFTET 1-11-1943 DEPORTIERT AUS VUGHT NEUENGAMME UMGEKOMMEN 3-5-1945                                        | Wattstraat 14                      | Arij Post (1900–1945)                          |
|              | HIER WOHNTE SARA DE REEDER-VROMAN GEB. 1868 DEPORTIERT ERMORDET 2-7-1943 SOBIBOR                                                               | Hoogstraat 158                     | Sara de Reeder-Vroman (1868–1943)              |
|              | HIER WOHNTE HENRI SANDERS GEB. 1898 DEPORTIERT ERMORDET 20-1-1945 BUCHENWALD                                                                   | Broersvest 2I                      | Henri Sanders (1898–1945)                      |
|              | HIER WOHNTE ABRAHAM SPRINGER GEB. 1911 DEPORTIERT AUS WESTERBORK ERMORDET 30.9.1944 AUSCHWITZ                                                  | Broersvest 2I                      | Abraham Springer (1911–1944)                   |
|              | HIER WOHNTE ELISABETH SPRINGER GEB. 1936 DEPORTIERT AUS WESTERBORK ERMORDET 19.8.1942 AUSCHWITZ                                                | Van Swindenstraat 55b              | Elisabeth Springer (1936–1942)                 |
|              | HIER WOHNTE MIETJE SPRINGER GEB. 1939 DEPORTIERT AUS WESTERBORK ERMORDET 19.8.1942 AUSCHWITZ                                                   | Van Swindenstraat 55b              | Mietje Springer (1939–1942)                    |
|              | HIER WOHNTE PHILIP SPRINGER GEB. 1932 DEPORTIERT AUS WESTERBORK ERMORDET 19.8.1942 AUSCHWITZ                                                   | Van Swindenstraat 55b              | Philip Springer (1932–1942)                    |
|              | HIER WOHNTE SAMUEL SPRINGER GEB. 1934 DEPORTIERT AUS WESTERBORK ERMORDET 19.8.1942 AUSCHWITZ                                                   | Van Swindenstraat 55b              | Samuel Springer (1934–1942)                    |
|              | HIER WOHNTE SARA SPRINGER-SWAALEP GEB. 1911 DEPORTIERT AUS WESTERBORK ERMORDET 19.8.1942 AUSCHWITZ                                             | Van Swindenstraat 55b              | Sara Springer-Swaalep (1911–1942)              |
|              | HIER WOHNTE MIETJE SWAALEP-HAMME GEB. 1880 DEPORTIERT AUS WESTERBORK ERMORDET 7.12.1942 AUSCHWITZ                                              | Van Swindenstraat 55b              | Mietje Swaalep-Hamme (1880–1942)               |
|              | HIER WOHNTE JOSEPH TOKKIE GEB. 1886 DEPORTIERT AUS WESTERBORK ERMORDET 7-12-1942 AUSCHWITZ                                                     | Willem Brouwerstraat 2b            | Joseph Tokkie (1886–1942)                      |
|              | HIER WOHNTE SARA TOKKIE- VAN GELDEREN GEB. 1896 DEPORTIERT AUS WESTERBORK ERMORDET 7-12-1942 AUSCHWITZ                                         | Willem Brouwerstraat 2b            | Sara Tokkie-Van Gelderen (1896–1942)           |
|              | HIER WOHNTE MANNES VAN DER VEEN GEB. 1861 DEPORTIERT AUS WESTERBORK ERMORDET 7-12-1942 AUSCHWITZ                                               | Van Ostadelaan 18a                 | Mannes van der Veen (1861–1942)                |
|              | HIER WOHNTE LEA VAN DER VEEN- ISRAËLS GEB. 1876 DEPORTIERT AUS WESTERBORK ERMORDET 7-12-1942 AUSCHWITZ                                         | Van Ostadelaan 18a                 | Lea van der Veen-Israëls (1876–1942)           |
|              | HIER WOHNTE JACOB SIMON WARGA GEB. 1935 DEPORTIERT AUS WESTERBORK ERMORDET 26-10-1942 AUSCHWITZ                                                | Aleidastraat 150a                  | Jacob Simon Warga (1935–1942)                  |
|              | HIER WOHNTE LILLIJ WARGA GEB. 1941 DEPORTIERT AUS WESTERBORK ERMORDET 26-10-1942 AUSCHWITZ                                                     | Aleidastraat 150a                  | Lillij Warga (1941–1942)                       |
|              | HIER WOHNTE ROGER MAURICE WARGA GEB. 1938 DEPORTIERT AUS WESTERBORK ERMORDET 26-10-1942 AUSCHWITZ                                              | Aleidastraat 150a                  | Roger Maurice Warga (1938–1942)                |
|              | HIER WOHNTE SZLAMA WARGA GEB. 1900 DEPORTIERT AUS WESTERBORK ERMORDET 31-3-1944 MITTELEUROPA                                                   | Aleidastraat 150a                  | Szlama Warga (1900–1944)                       |
|              | HIER WOHNTE SARA WARGA- VAN AMERONGEN GEB. 1906 DEPORTIERT AUS WESTERBORK ERMORDET 26-10-1942 AUSCHWITZ                                        | Aleidastraat 150a                  | Sara Warga-van Amerongen (1906–1942)           |
|              | HIER WOHNTE JACON SAMUEL WESSEL GEB. 1942 DEPORTIERT AUS WESTERBORK ERMORDET 2.4.1943 SOBIBOR                                                  | Stationstraat 27a                  | Jacob Samuel Wessel (1942–1943)                |
|              | HIER WOHNTE KLARA WESSEL GEB. 1938 DEPORTIERT AUS WESTERBORK ERMORDET 2.4.1943 SOBIBOR                                                         | Stationstraat 27a                  | Klara Wessel (1938–1943)                       |
|              | HIER WOHNTE LOUIS WESSEL GEB. 1911 DEPORTIERT AUS WESTERBORK ERMORDET 2.4.1943 SOBIBOR                                                         | Stationstraat 27a                  | Louis Wessel (1911–1943)                       |
|              | HIER WOHNTE ELIZABETH WESSEL-SWAALEP GEB. 1915 DEPORTIERT AUS WESTERBORK ERMORDET 2.4.1943 SOBIBOR                                             | Stationstraat 27a                  | Elizabeth Wessel-Swaalep (1915–1943)           |
|              | HIER WOHNTE ABRAHAM VAN WESTERBORG GEB. 1903 DEPORTIERT AUS WESTERBORK ERMORDET 28-2-1943 AUSCHWITZ                                            | Rotterdamschedijk 296              | Abraham van Westerborg (1903–1943)             |
|              | HIER WOHNTE ISRAEL MARCUS WORMS GEB. 1932 DEPORTIERT ERMORDET 19-10-1942 AUSCHWITZ                                                             | Broersveld 101a                    | Israel Marcus Worms (1932–1942)                |
|              | HIER WOHNTE LEVIE WORMS GEB. 1899 DEPORTIERT ERMORDET 15-11-1942 AUSSENLAGER BOBREK                                                            | Broersveld 101a                    | Levie Worms (1899–1942)                        |
|              | HIER WOHNTE MOZES ISRAEL WORMS GEB. 1920 DEPORTIERT ERMORDET 30-4-1943 AUSCHWITZ                                                               | Broersveld 101a                    | Mozes Israel Worms (1920–1943)                 |
|              | HIER WOHNTE HENRIETTA WORMS-KATAN GEB. 1896 DEPORTIERT ERMORDET 19-10-1942 AUSCHWITZ                                                           | Broersveld 101a                    | Henrietta Worms-Katan (1896–1942)              |
|              | HIER WOHNTE ROSALIE DE ZOETE GEB. 1873 DEPORTIERT AUS WESTERBORK ERMORDET 29-10-1942 AUSCHWITZ                                                 | Rotterdamschedijk 258b             | Rosalie de Zoete (1873–1942)                   |

## Verlegedaten
- 11. April 2014: Hoogstraat 28, 53, 109, 151c und 158
- 23. Februar 2015: Buijs Ballotsingel 69a, Broersveld 101a, 125b und 127d, Broersvest 2I und 10d
- 24. Februar 2016: Aleidastraat 150a, Hoogstraat 151c (Ruth Landau), Lange Haven 106, Passage 8, Plein Eendragt 27a, Rotterdamschedijk 208a, 268b II und 296, Tuinlaan 108
- 8. Februar 2017: Boerhaavelaan 96b I, Stationstraat 27a und 35a, Van Swindenstraat 55b
- 14. Mai 2018: Archimedesstraat 6b, François Haverschmidtlaan 58, Galileistraat 56a, Lange Singelstraat 107a II, Newtonplein 9a und 18 b, Professor Kamerlingh Onneslaan 99a I, Rotterdamschedijk 35a und 258b, Singel 206a und 234a, Wattstraat 14
- 2. Mai 2019 (ohne den Künstler Gunter Demnig): Boerhaavelaan 54b, Burgemeester Knappertlaan 253a, Dwarsstraat 2, Hoofdstraat 177, Lange Nieuwstraat 49a, Maasstraat 14, Rembrandtlaan 5b, 33b und 83b, Willem Brouwerstraat 2a
- 23. Dezember 2019 (ohne den Künstler Gunter Demnig)